# Breno (Tessin)
Pour les articles homonymes, voir Breno.
Breno est une localité et une ancienne commune suisse du canton du Tessin fusionnée dans la commune d'Alto Malcantone.